# 瓦喬斯區
瓦喬斯區（西班牙語：Distrito de Huachos），是秘魯的一個區，位於該國中南部萬卡韋利卡大區的卡斯特羅維雷納省，面積172.01平方公里，海拔高度2,737米，2005年人口1,485，人口密度每平方公里8.6人。